# Nederlandse Maagdeneilanden
De Nederlandse Maagdeneilanden is de verzamelnaam voor de vestingen die de West-Indische Compagnie (WIC) heeft gehad op de Maagdeneilanden. Het gebied werd bestuurd door een directeur. Diens zetel was niet permanent dezelfde. De voornaamste reden om in het gebied een kolonie te beginnen was dat de eilanden strategisch lagen tussen de Nederlandse koloniën in het zuiden (Nederlandse Antillen, Suriname) en Nieuw-Nederland. De WIC had vooral last van de concurrentie van onder meer Denemarken, Engeland en Spanje. In 1680 gingen de overgebleven eilanden naar Engeland.

## Eilanden
- Saint Croix - Dit was de eerste vesting van de WIC in 1625, in hetzelfde jaar dat de Engelsen zich daar ook wilden gaan vestigen. Jan Snouck kreeg in 1636 van de kamer van Zeeland toestemming om in het gebied een patroonschap te vestigen. Franse Protestanten sloten zich aan bij de Nederlanders. Gedurende de tijd dat de Nederlanders op het eiland verbleven hadden zij het oosten van het eiland in handen, en de Engelsen het westen. Een conflict met de Engelsen leidde ertoe dat de vesting in 1650 werd verlaten. De Nederlandse kolonisten vestigden zich toen op Sint Eustatius. De Engelsen verloren het eiland in datzelfde jaar aan Spanje.
- Tortola - In 1615 meldden Spaanse bronnen dat de Nederlandse kaper Joost van Dyk zich op Tortola had gevestigd.[1] In 1648 werd hier door de WIC een succesvolle post geopend. In 1665 kwam een kleine groep Nederlandse kolonisten en meegevoerde Afrikaanse slaven op het eiland om suikerriet te gaan verbouwen. Engeland veroverde het eiland in 1672.
- Anegada - Hier is een post geweest tot 1680, zonder meer bekende informatie. Ook dit eiland werd Engels bezit.
- Saint Thomas - De WIC vestigde zich hier in 1657 en in 1666 werd het eiland door Denemarken veroverd. In datzelfde jaar werd het weer heroverd. Tot 1672 bleef de WIC op het eiland, waarna het alsnog Deens werd. De hoofdstad Charlotte Amalie bleef in de volksmond nog lang bekend onder het Negerhollandse woord Taphuus (naar de vele kroegen die er waren).[bron?]
- Virgin Gorda - In 1628 werd op dit eiland een post geopend. In 1680 werd het eiland Engels.

## Herinneringen aan de Nederlanders
Tot halverwege vorige eeuw werd er nog een Nederlandse creolentaal gesproken - het Negerhollands - door vooral mensen van wie de ouders slaven waren, en die destijds op Nederlandse plantages gewerkt hebben. Verder zijn er nog enige ruïnes te zien en is het eiland Jost Van Dyke mogelijk vernoemd naar de Nederlandse zeerover Joost van Dyk.
Gouvernementen: Goudkust* · Nederlands Brazilië · Nederlandse Antillen · Nederlands-Guiana (Berbice* · Cayenne · Demerary* · Essequebo* · Pomeroon · Suriname*) · Nieuw-Nederland
Gebieden met een directeur: Maagdeneilanden
Gebieden met een baron: Tobago (geleend aan Cornelis Lampsins)
Factorijen / handelsposten: Arguin · Loango-Angolakust · Senegambia · Slavenkust
Gouvernementen: Amboina* · Banda* · Batavia* · Ceylon · Coromandelkust* · Formosa · Java's Noordoostkust* · Kaapkolonie* · Makassar* · Malakka* · Mauritius · Molukken*
Directoraten: Vestingen in Bengalen · Vestingen in Perzië · Suratte
Commandementen: Bantam* · Malabar · Sumatra's Westkust*
Residenten: Bandjarmasin* · Cheribon* · Palembang* · Pontianak*
Gebieden met een opperhoofd: Birma · Dejima* · Vestingen in Siam · Timor · Tonquin
Factorijen: Vestingen in China
Nederzettingen: Amsterdam eiland (incl. Smeerenburg) · Jan Mayen
Vestingen: Acadia · Fort Nassau · Zoutpannen in Venezuela
*: Gebieden ook in handen van de Bataafse Republiek geweest.